# Giovanni Maltese
Giovanni Maltese ist ein in Deutschland lebender Religionswissenschaftler und interkultureller Theologe.

## Leben
Von 2005 bis 2012 studierte Maltese Theologie, Religionswissenschaft und Philosophie an der Ruprecht-Karls-Universität Heidelberg, Johannes-Gutenberg-Universität Mainz und Silliman University, Dumaguete, Philippinen. Nach der Promotion 2017 zum Dr. theol. an der Ruprecht-Karls-Universität Heidelberg bei Michael Bergunder war er von 2018 bis 2024 W 1-Juniorprofessor für Missions-, Ökumene- und Religionswissenschaft an der Universität Hamburg. Seit 2024 ist er Lehrstuhlinhaber für Religionswissenschaft und Interkulturelle Theologie an der Friedrich-Alexander-Universität Erlangen-Nürnberg.
Zu Giovanni Malteses Forschungsschwerpunkten gehören globales Christentum und globaler Islam, insbesondere evangelikale und pfingstlich-charismatische sowie reformislamische und mystische Bewegungen. Außerdem beschäftigt er sich mit Südostasien.

## Schriften (Auswahl)
- Geisterfahrer zwischen Transzendenz und Immanenz: Die Erfahrungsbegriffe in den pfingstlich-charismatischen Theologien von Terry L. Cross und Amos Yong im Vergleich (Kirche – Konfession – Religion 61). Göttingen: Vandenhoeck & Ruprecht Unipress, 2013, ISBN 3-8471-0151-X.
- Politik und Gesellschaft in der philippinischen Pfingstbewegung. 2017 doi.org
- Pentekostalismus, Politik und Gesellschaft in den Philippinen (Religion in der Gesellschaft 42). Baden-Baden: Ergon 2017, ISBN 3-95650-290-6.